# Cresma
Cresma is een historisch merk van motorfietsen.

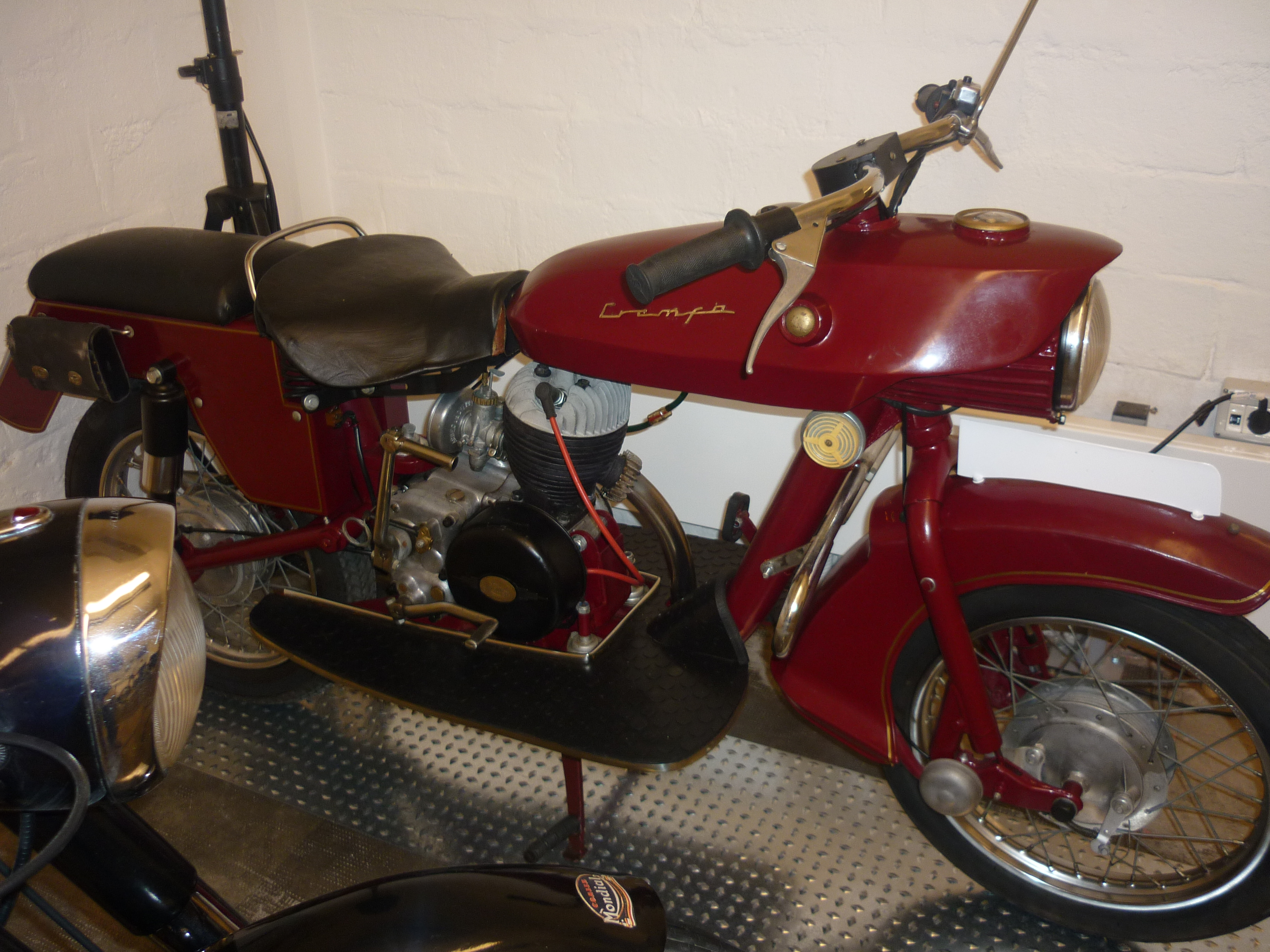
Cresma 200 Rally uit 1960

Deze Spaanse firma bouwde eind jaren vijftig en begin jaren zestig het model Rally met een 197 cc tweetaktmotor. 